# Enneateuco
Il termine Enneateuco indica il complesso dei primi nove libri "storici" della Bibbia, cioè i cinque del Pentateuco (Genesi, Esodo, Levitico, Numeri e Deuteronomio) e i libri di Giosuè, dei Giudici, di Samuele (I e II) e dei Re (I e II), considerati come un'opera letteraria unitaria. Nella Tanakh, il testo masoretico della Bibbia, essi sono i primi nove libri perché i due libri di Samuele sono contati come un solo libro e così pure i due dei Re.

## Origine
Il termine Enneateuco, è stato costruito dai biblisti moderni con due parole greche, analogamente a quello antico di "pentateuco", e significa "nove astucci", con riferimento ai contenitori che nell'antichità contenevano ciascuno un rotolo di pergamena su cui era stato trascritto un libro della Bibbia. Il concetto di Enneateuco è stato introdotto e promosso da David Noel Freedman, anche in antitesi con altre due teorie proposte da noti biblisti, quella di Tetrateuco e di Esateuco.. Secondo Freedman e altri biblisti moderni i primi quattro libri della Bibbia sono opera principalmente di uno stesso autore (redazione "sacerdotale"), mentre gli altri cinque vengono attribuiti al redattore della "storia deuteronomistica". Le due opere sarebbero, infine, state collegate e completate da un redattore finale durante l'esilio babilonese dopo il 550 a.C.

## Obiettivi
Se ignorassimo la divisione tradizionale del testo biblico in libri separati, il testo si presenterebbe come una storia consecutiva dalla creazione del mondo all'esilio babilonese degli israeliti. Freedman chiama "Storia Primaria" ("Primary History") questa grandiosa opera storica. il cui obiettivo sembra essere da un lato quello di fornire gli antefatti e l'origine dei comandamenti contenuti nella sezione centrale dell'Enneateuco (quella dal capitolo 20 del Libro dell'Esodo fino al termine del Libro del Deuteronomio), dall'altro di convincere i lettori della necessità di seguirli. Fin dalle prime pagine il peccato di Adamo comporta l'esilio dall'Eden e il peccato di Caino lo costringe a vagare ramingo per la Terra. Mosè, poi, nell'affidare agli Israeliti i dieci comandamenti li avverte che la non osservanza comporterà la perdita della Terra Promessa. Sembra logico attribuire al redattore finale l'inserimento in ogni libro di specifici esempi di violazione dei comandamenti. Quando proprio tutti saranno stati violati avverrà l'esilio babilonese. Specifici esempi sono:
- Apostasia e idolatria (Esodo 32: episodio del vitello d'oro)
- Blasfemia (Levitico 24,10-16
- Violazione del riposo del Sabato (Numeri 15,32-36)
- Persistente disobbedienza ai genitori (Deuteronomio 21,18-21)
- Furto (Giosuè 7)
- Assassinio (Giudici 19-21: episodio della concubina del levita a Gibeah)
- Adulterio (2 Samuele 11-12: Davide e Betsabea)
- Falsa Testimonianza (1 Re 21: la vigna di Nabot)

Questo elenco segue ordinatamente i libri dell'Enneateuco e i comandamenti, tenendo, però, conto dell'ordine nell'elenco del profeta Geremia (7,9; sermone nel cortile del Tempio). Manca il decimo comandamento, ma il desiderio di avere gli dei, i beni e le mogli degli altri è la molla che fa scattare la disubbidienza ai primi nove comandamenti.
Il tema della "terra dei Padri", promessa, ricevuta e poi perduta, collega come un filo rosso questa trama.